# Emil Rosyvać
Emil Stefan Karol Rosyvać (ur. 18 sierpnia 1912, zm. 17 czerwca 1940 pod Vaucourt) – porucznik kawalerii Wojska Polskiego i Wojska Polskiego we Francji, kawaler Orderu Virtuti Militari.

## Życiorys
Urodził się w rodzinie Józefa Rosywacza (Rosývač), majora piechoty Wojska Polskiego, pochodzenia chorwackiego, i Heleny z domu Woll. Od 15 sierpnia 1932 do 30 czerwca 1933 był uczniem Szkoły Podchorążych Rezerwy Kawalerii w Grudziądzu. Po ukończeniu jednorocznej ochotniczej służby wojskowej zdecydował się kontynuować karierę żołnierza. W latach 1933-1935 był uczniem grudziądzkiej Szkoły Podchorążych Kawalerii. 15 października 1935 Prezydent RP mianował go podporucznikiem w korpusie oficerów kawalerii. W 1939 pełnił służbę w 8 Pułku Strzelców Konnych w Chełmnie na stanowisko dowódcy plutonu 4. szwadronu. Na stopień porucznika został mianowany ze starszeństwem z 19 marca 1939 i 23. lokatą w korpusie oficerów kawalerii. W czasie kampanii wrześniowej 1939 walczył w szeregach macierzystego pułku, jako oficer broni i pgaz.
W czasie kampanii francuskiej 1940 walczył w szeregach 2 Pułku Grenadierów Wielkopolskich. Dowodził plutonem rozpoznawczym kompanii dowodzenia pułku. Poległ 17 czerwca 1940 w trakcie bitwy pod Lagarde, pod miejscowością Vaucourt, położonej na północ od Lunéville.

## Ordery i odznaczenia
- Krzyż Srebrny Orderu Wojskowego Virtuti Militari